# Старый город Кулдиги
Старый город Кулдиги (латыш. Kuldīgas vecpilsēta) — старая часть города Кулдиги. Городская структура Кулдиги в значительной степени сохранила планировку улиц того периода и включает как традиционную бревенчатую архитектуру, так и стили с иностранным влиянием, что свидетельствует о богатом обмене между местными и странствующими ремесленниками Прибалтики. Архитектурное влияние и ремесленные традиции, привнесенные в период существования Курляндского герцогства, сохранились и в XIX веке. В 2023 году Старый город Кулдиги внесен в Список объектов всемирного наследия ЮНЕСКО.
В Кулдиге создан городской реставрационный центр и разработана программа поддержки защиты исторических зданий.